# Quang Trung, Vụ Bản
Quang Trung là một xã thuộc huyện Vụ Bản, tỉnh Nam Định.

## Địa lý - Hành chính
Xã nằm trên trục Quốc lộ 38B nối từ Hải Dương đến Ninh Bình; phía Đông giáp xã Đại An; phía Bắc giáp xã Hợp Hưng; phía Tây giáp xã Trung Thành, Vụ Bản; phía Nam giáp các xã Liên Bảo và Kim Thái.
Diện tích toàn xã là 4,85 km², với dân số 5.748 người.